# Mesia (film din 2007)
Mesia (titlu original: بشارت منجی Mesih cunoscut și ca The Messiah,  dar și ca 'Iisus',  "Veștile bune ale Mântuitorului" în persană, 'Iisus, Duhul lui Dumnezeu', 'Messia') este un film iranian din 2007 regizat de Nader Talebzadeh. 
Filmul prezintă viața lui Iisus dintr-o perspectivă islamică, bazat nu doar pe evangheliile canonice, dar, de asemenea, și pe Coran și, probabil, pe Evanghelia lui Barnabas care este în conformitate cu interpretarea islamică a originilor creștinismului. Actorul iranian Ahmad Soleimani Nia joacă rolul lui Iisus Hristos. Unele organizații islamice susțin punctul de vedere islamic asupra lui Iisus.
Talebzadeh a afirmat despre filmul lui Gibson, Patimile lui Hristos, că „este un film foarte bun. Vreau să spun că acesta este un film bine-realizat, dar povestea este greșită”. Filmul are două finaluri, unul bazat pe Biblia creștină și unul pe Coran.
Este un film artistic de două ore și un serial TV realizat pentru televiziunea iraniană.

## Prezentare
Filmul portretizează pe Iisus ca profet și nu în calitate de Fiul lui Dumnezeu și pretinde că acesta nu a fost crucificat și că altcineva a fost crucificat în locul său. Filmul regizat de Talebzadeh îl arată pe Iuda Iscarioteanul crucificat în locul lui Iisus. Creștinii cred că Iisus este Fiul lui Dumnezeu și, prin urmare, o parte a Sfintei Treimi și că a murit prin crucificare pentru mântuirea omenirii înainte de învierea și ridicarea la ceruri.

## Serial TV
Filmul a fost adaptat într-un serial TV și a fost prezentat la televiziunea iraniană. Revista Variety a declarat că "având peste 1.000 de actori și figuranți, aceasta este una dintre cele mai mari producții cinematografice iraniene. Versiunea mai lungă a filmului a fost transmisă  ca 20 de episoade a câte 45 de minute după lansarea versiunii cinematografice." Serialul este dublat în mai multe limbi, inclusiv arabă pentru a fi transmis pe posturile de televiziune de limba arabă.
Serialul a început să fie transmis de două stații libaneze de televiziune Al-Manar și National Broadcasting Network în timpul Ramadanului, dar a fost anulat după un singur episod la cererea autorităților religioase  creștine din țară deoarece numeroase portretizări din film sunt în contradicție cu convingerile tradiționale ale bisericii creștine despre Iisus. Serialul a fost prezentat în mai multe țări arabe în timpul Ramadanului.